# Pfarrkirche Kilb

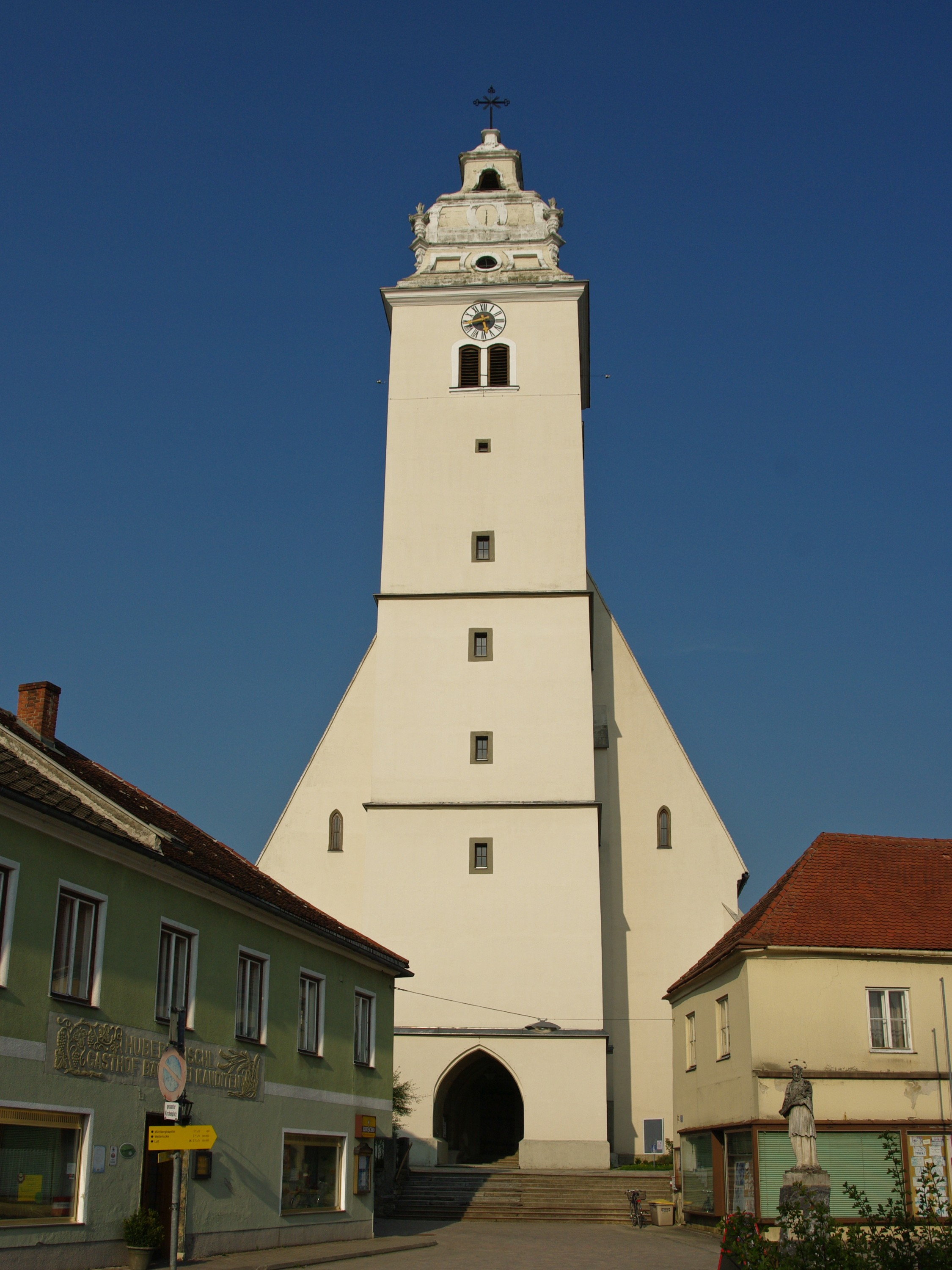
Pfarrkirche Hll. Simon und Judas in Kilb

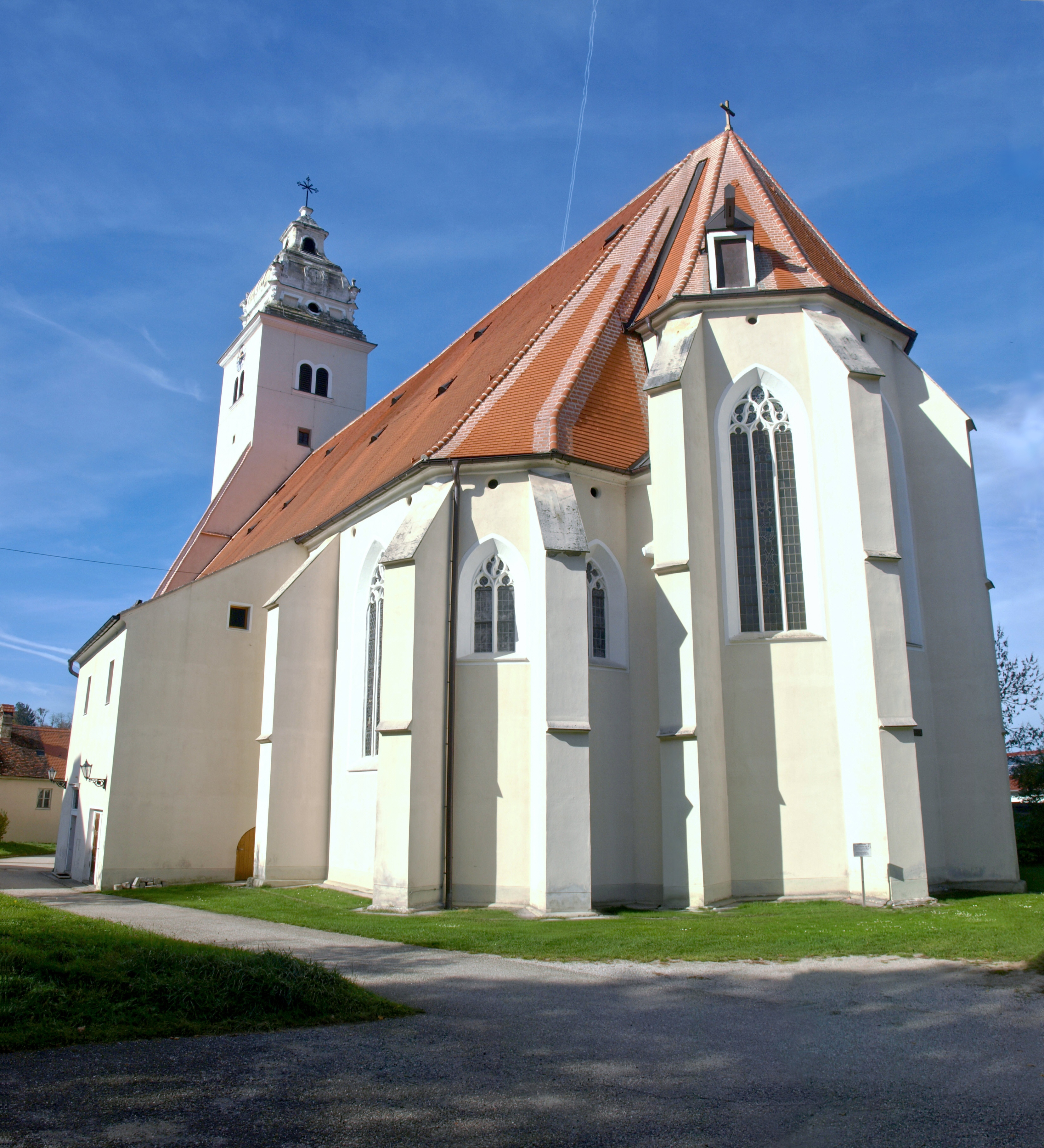
Das dreischiffige Langhaus und der mittlere überhöhte Chor

Die römisch-katholische Pfarrkirche Kilb im niederösterreichischen Bezirk Melk ist den Heiligen Simon und Judas geweiht. Die Pfarre Kilb ist dem Stift Göttweig inkorporiert und gehört somit zum Dekanat Melk in der Diözese St. Pölten. Die Kirche selbst und die teils noch erhaltene Kirchhofmauer stehen unter Denkmalschutz (Listeneintrag).

## Geschichte
Der Vorgängerbau der heutigen Kirche, 1080 urkundlich als Pfarrkirche genannt, war eine Gründung des Bischofs Altmann von Passau. Der heutige gotische Bau entstand in der zweiten Hälfte des 15. Jahrhunderts. 1476 wurden zwei Altäre gestiftet, 1486 der Hochaltar. 1516 wurde die Kirche dem Stift Göttweig inkorporiert. Von 1964 bis 1966 wurde die Kirche außen und von 1965 bis 1969 innen restauriert.

## Architektur
Die Kirche steht leicht erhöht inmitten des Ortes in einem ummauerten und teils umbauten terrassenartigen Platz. Die vereinheitlichte Pseudobasilika mit gestaffelten Chören hat im Westen einen vorgestellten massiven Turm aus dem frühen 16. Jahrhundert.